# 2nd Vermont Brigade
La 2nd Vermont Brigade est une brigade d'infanterie de l'armée du Potomac de l'Union au cours de la guerre de Sécession.

## Composition et commandants
La brigade est composée des 12th, 13th, 14th, 15th et 16th Vermont Infantry, tous des régiments d'une durée de neuf mois levés à la suite de l'appel du président Lincoln du 4 août 1862, pour des troupes supplémentaires en raison des résultats désastreux de la campagne de la Péninsule.
La brigade est organisée le 27 octobre 1862, après l'arrivée des cinq régiments à Washington, D.C. Le premier commandant de la brigade est le colonel Asa P. Blunt, commandant du 12th régiment. Le brigadier général Edwin H. Stoughton arrive le 7 décembre, et assume le commandement de la brigade.
Stoughton n'est pas populaire auprès des officiers et des hommes de la brigade, de sorte que quand il est capturé par le partisan confédéré John S. Mosby le 9 mars 1863, peu pleurent sa perte. Le colonel Blunt assume le commandement de nouveau de la brigade, laissant de nouveau le commandement de la brigade au brigadier général George J. Stannard, le 20 avril, qui mène la brigade jusqu'à la bataille de Gettysburg.

## Défense de Washington
La brigade passe la plupart de sa courte carrière aux défenses de Washington, dans et autour de Fairfax, en Virginie. D'octobre 1862 à février 1863, elle sert en tant que deuxième brigade de la division du (brigadier général John J.) Abercrombie, du district militaire de Washington. Dans une réorganisation en février 1863, la division passe sous le commandement du brigadier-général Silas Casey et le district militaire est réorganisé en tant que XXIIe corps. En avril, Abercrombie reprend le commandement de la division.
Les régiments des 13th, 14th et 15th sont stationnés au camp Chase, à Arlington, en Virginie, jusqu'au 28 octobre, puis rejoignent le 12th et le 16th à l'Est Capital Hill d'ici le 30 octobre, lorsque la brigade part pour Munson's Hill, de là, à Hunting Creek plusieurs jours plus tard, où elle réalise un service de piquet sur l'Occoquan Creek, jusqu'à la mi-décembre. Le 12 décembre, la brigade part à Fairfax Court House, où elle reste jusqu'à la fin de mars 1863, quand elle part Wolf Run Shoals. Plusieurs régiments campent de manière indépendante ou en paires, à Bristoe Station, Catlett's Station, Manassas, Warrenton Jonction et Rappahannock Station jusqu'à la fin juin, quand ils sont consolidés à Union Mills, à la mi - et fin juin. 
La seule excitation pour briser l'ennui du service de piquet survient le 29 décembre 1862, lorsque Fairfax Court House est attaquée par la cavalerie de J. E. B. Stuart, et le 9 mars 1863, lorsque Stoughton est capturé. Mais tout cela change quand l'armée de Virginie du Nord de Lee commence à marcher au nord vers la fin juin.

## Campagne de Gettysburg
Le 25 juin, la brigade est affectée à la troisième brigade de la troisième division du Ie corps, et reçoit l'ordre de suivre le reste de l'armée du Potomac vers le nord. Les régiments du 12th et 15th sont détachés à Westminster, au Maryland, le 1er juillet, à la garde des trains de ravitaillement, et les autres régiments arrivent sur le champ de bataille à la fin de la soirée, et campent derrière Cemetery Hill.
Le matin du 2 juillet, la brigade reste massée à l'arrière de Cemetery Hill. Dans l'après-midi, Stannard reçoit le commandement de l'infanterie soutenant les batteries sur le flanc gauche. La brigade part vers l'avant, et le 14th et le 16th sont engagés pour stopper la progression confédérée et aider à boucher la ligne de l'Union sur le flanc gauche de Cemetery Hill. Le 13th engage quelques troupes de la Géorgie qui tentent de capturer une batterie, approchant de la route d'Emmitsburg. Les membres du régiment, menés par le capitaine John Lonergan, s'approche et encercle la ferme de Codori, et capturent 80 soldats d'un régiment de l'Alabama. Le Colonel Wheelock G. Veazey du 16th est cité comme officier supérieur de la division de la journée.
Le matin du 3 juillet, les membres du 16th régiment sont postés en tant que piquets en avant de Cemetery Hill. Dans l'après-midi, après un duel d'artillerie de deux heures, le général confédéré Robert E. Lee lance ce qui est connu comme la charge de Pickett. Les piquets du Vermont sont retirés, et alors que les confédérés approchent de Cemetery Hill, les trois régiments du Vermont flanquent les troupes confédérées, en prenant de flanc d'abord la division de Pickett en faisant tourner deux unités vers la droite et ensuite faisant la même chose à deux brigades confédérées détachées en passant deux régiments sur la gauche. La brigade de Stannard infligent de lourdes pertes aux régiments avancés confédérés et forçant certains hommes de Pickett à se redéployer pour couvrir leur flanc droit. L'histoire rappelle ces combats comme la ligne des hautes eaux de la Confédération. Trois ans plus tard, à St. Albans, au Vermont, le général George G. Meade, le commandant de l'armée du Potomac, à Gettysburg, déclare : « il n'y a pas d'hommes qui ont rendu plus de services à un moment critique que les troupes relativement brutes commandées par le général Stannard ».

## Après la bataille
Le colonel Francis V. Randall assume le commandement de la brigade après la blessure de Stannard. Le 4 juillet, le 12th régiment est envoyé à Baltimore, dans le Maryland, pour le transport et la garde de prisonniers. Les régiments des 13th, 14th, 15th et 16th participent à la poursuite de l'armée de Virginie du Nord de Lee à partir du 4 juillet, mais arrivent à leur terme et sont forcés de retourner au Vermont entre le 8 juillet et le 18 juillet. Certains d'entre eux restent à New York pour aider à contrôler les émeutes de la conscription, mais d'ici le 10 août, les cinq régiments sont libérés à Brattleboro, au Vermont. 
Un total de 4 847 hommes servent dans les cinq régiments de la brigade. Elle subit un total de 356 blessés au cours de son existence, dont 70 tués ou blessés mortellement à Gettysburg, 282 morts de maladie, deux morts dans les prisons confédérées, un suicidé, et un assassiné.